# Храбан Григорій Юхимович
Хра́бан Григо́рій Юхи́мович (*9 травня 1902, с. Великий Молодьків — †30 січня 1990) — український історик-краєзнавець, археолог. Помер Г. Ю. Храбан 30 січня 1990 р. Похований в Умані.
Народився Храбан у селі Великий Молодьків Житомирської області. В сім'ї зростало 7 дітей, Григорій був найменшим. Після закінчення початкового училища самостійно підготувався до вступу до шостого класу гімназії. Вивчав латинську, французьку та польську мови. У 1920 році закінчив з відзнакою гімназію, згодом здобув вищу історичну освіту у Київському університеті.
З 1934 року життя Храбана пов'язалось з Уманщиною. Тут він працював директором педагогічного технікуму, завідувачем відділом народної освіти. У 1936 році Григорій Юхимович був заарештований та ув'язнений на 8 років в сталінських таборах Солєкамська та Красновішерська. Повернувся до Умані з обмеженими правами і забороною займатись педагогічною діяльністю. Храбан був змушений працювати в артілі бухгалтером. В 1950 році його знову заарештовують. Після піврічного ув'язнення в Лук'янівській тюрмі йому визначили довічне поселення на крайній Півночі.
Лише після смерті Сталіна Григорія Юхимовича було реабілітовано і він повернувся до Умані. Працюючи директором Уманського краєзнавчого музею, зібрав багато цінних експонатів, оновив музейні експозиції, багато працював в архівах, досліджуючи історію Уманщини, написав широкі наукові розвідки з історії міста та сіл краю. Багато працював над підготовкою і виданням збірників, путівників з історії Уманщини.
Він є співавтором таких видань:
- «Умань. Історико-географічний нарис» (1957)
- «Умань. Путівник по місту» (1968, 1985)
- «Історія міст і сіл УРСР. Нарис з історії Умані» (1971)
- "Дендрологічний парк «Софіївка»

Вийшовши на пенсію, Храбан продовжував дослідницьку діяльність — брав участь в археологічних розкопках та розвідках, вивчав архівні документи, опрацьовував літературу на різних мовах, друкував наукові та науково-популярні статті, нариси. Глибоко дослідив першоджерела і встановив місце підпільної друкарні, де в 1903 році були передруковані № 41, 43 газети «Іскра».
Майже 30 років Храбан він подвижницьку роботу над історією антифеодального народно-визвольного повстання на Правобережній Україні в 1768-69 роках, відомого в історії під назвою Коліївщина. Дослідник працював в архівах Києва, Львова, Москви, Ленінграду, опрацьовував документи та літературу на латинській, французькій та польській мовах. Робота зайняла понад 1,8 тис. машинописних сторінок, які зберігаються в архіві Академії наук України. В 1989 році при Київському університеті була видана монографія Храбана «Спалах гніву народного», у якій автор доповнив, уточнив та спростував помилкові оцінки своїх попередників.
Григорій Юхимович активно займався громадською роботою — читав багато лекцій перед учнями, студентами, жителями міста. Створив і очолив районне товариство охорони пам'яток історії та культури. Був активним дописувачем «Уманської зорі», обласних та республіканських газет. Його публікації на краєзнавчу тематику відзначались точністю, глибоким висвітленням.